# Il filosofo di Güemes
Il filosofo di Güémez è un personaggio controverso, poiché la sua identità si attribuisce a differenti persone del municipio di Güémez, in Tamaulipas (Messico). Questo personaggio espone in forma logica e semplice il pensiero delle persone di classe contadina e dei popoli del nord-est del paese, in particolare dello Stato di Tamaulipas, la parte confinante del Nuevo León e la regione denominata Huasteca potosina. La storia del «filosofo» di Güémez va tra il mito e la leggenda: nel corso degli anni è stata tramandata di bocca in bocca, di persona in persona.

## Storia
Secondo quanto narrano differenti testi e persone che affermano la sua esistenza, questo filosofo era residente nel municipio di Güemes, situato nel centro-ovest dello Stato di Tamaulipas). Si dice che era molto conosciuto, al punto che gli abitanti del popolo gli chiedevano consigli personali e opinioni sugli eventi della comunità. Dopo aver meditato, il filosofo esprimeva le sue idee, basate su una logica semplice, diretta, concisa, ovvia, indiscutible e ilare. La sua filosofia era famosa per essere concreta e spiccia.
L'identità del filosofo si circoscrive principalmente a tre persone: José Calderón Castello, Darío Guerriero e Juan Mansilla Fiumi, abitanti di Güemes, nati nel secolo XIX e deceduti nel secolo XX.

### José Calderón Castello
Nato a Ciudad Victoria, Tamaulipas, nel 1870. Fin da giovane ha vissuto nel municipio di Güémez ed è sposato con Altagracia Sánchez Martínez. José Calderón divenne una figura popolare per la sua simpatica maniera di vedere la vita e il suo peculiare stile di esternare ciò che captava la mente. Di professione falegname, era poliedrico e allegro, oltre che un musicista: suonava agilmente il violino, la chitarra, il basso. È ricordato per la portata del suo pensiero, conciso, elementare e pungente. È morto a Güémez, nel 1964.
Alcune delle frasi che si attribuiscono a José Calderón Castello:
- Non c'è maniera! Quando morde la formica non c'è che due cose da fare: grattarsi e aspettare lo sfogo.
- La laguna che non ha sbocco è una cloaca... perché in quello spazio non può stare.
- I fatti creano i diritti, e i diritti creano obblighi.

### Darío Guerriero
Si dice che la sua personalità abbia dato vita al personaggio del filosofo di Güémez. Nato nel terreno collettivo Calabacillas del Municipio di Bustamante, Tamaulipas, nella seconda metà del secolo XIX. A pochi anni della nascita, i suoi genitori si trasferirono a Güémez. Sposò Vicenta Lerma, con cui ha avuto quattro figli. Uomo di pochi studi ma di molta intelligenza, è stato a disposizione del suo popolo: era solito parlare in modo conciso e con grande lucidità mentale, rinforzando le sue tesi con detti e frasi tipiche della picardia messicana.

## Frasi attribuite al filosofo di Güémez
- Sono ribelle perché il mondo mi ha così fatto.
- Tutto il fondo è ben profondo.
- Lavorare mai ha ucciso a nessuno, ma perché cavolo... rischiare.
- Albero che nasce torto, è perché non gli misero i pali.
- Quando il gallo canta nell'alba… può darsi che piova molto, che piova poco o che non piova niente.
- Un uomo di successo è quello che vince più soldi… di quello che spende la sua donna.
- Le vacanze sono come le streghe... passano volando.
- Andiamo come andiamo perché siamo come siamo.
- Perché far tesoro! Chi dice che questo è mio si sbaglia, perché uno consegna per volontà o per forza.
- Irrimediabilmente confuso! La gente di prima era più onorevole che quella di adesso... io sono di prima, ma vivo adesso.
- Il mese in cui meno parlano i politici è febbraio... ha 28 giorni.
- A re morto, re rimesso.
- La vendetta non è mai buona, uccide l'anima e avvelena.
- La fiducia dura... finché finisce!
- Colui che chiede la mano di una donna... ciò che realmente desidera è il resto del corpo.
- Per una vita da morire… c'è da stare vivi!
- Chi cammina rapido muore, quello che non lo fa... pure.
- Tutto il tempo passato è scorso.
- Mi piace il vino, perché il vino è buono.
- Perché la nave galleggi... per forza deve stare in acqua.
- Quello che sta bene... non può stare male.
- Sta morendo molta gente che prima non era morta.
- Alleva corvi e ne avrai molti!
- Acqua che non corre è pozzanghera.
- Se due cani corrono dietro a una lepre e quello davanti non la raggiunge, quello dietro... meno.
- Se non è arrivato... è perché non è venuto.
- Tutta quello che sale tende a scendere... a meno che rimanga sopra.
- Quello che da qui a là è salita, da là a qua è discesa.
- L'uno sempre va prima del due, ma nel ventuno, l'uno di frega.
- Chi ha dei cani, che mantenga e chi non li ha... allora no.
- Ciò che è, è... e ciò che non è, non è.
- Puoi contare su di me, ti dò tutto il mio appoggio.

Non ci sono prove che assicurano che qualunque dei tre nomi citati o che qualunque altra persona fosse «Il Filosofo». Le versioni della storia sono frammentate e insufficienti, dato che le informazioni si sono perse col tempo. Dal momento che è impossibile verificare le storie a lui attribuite non si può affermare che sia realmente esistito, rimanendo quindi da considerarsi come un'invenzione del popolo.